# Myriam Nicole
Pour les articles homonymes, voir Nicole.
Myriam Nicole, née le 8 février 1990 à Montpellier, est une coureuse cycliste française spécialiste de VTT de descente. En 2017, elle remporte le classement général de la Coupe du monde. Elle remporte les championnats du monde de descente en 2019 et 2021.

## Biographie
Myriam Nicole grandit à Clermont-l'Hérault. Elle est surnommée Pompon depuis ses cinq ans où elle montait un cheval du même nom, elle a découvert le VTT au même âge grâce à ses trois grands frères, qu'elle a suivi aux entraînements et aux compétitions, elle les a imité en choisissant la descente. Elle a dû quitter ses frères à l'âge de 14 ans lorsqu'elle a décidé de rejoindre l'équipe Ayton Giant Les 2 Alpes.
Elle est physiothérapeute de formation, après l'obtention d'un Bac S, elle intègre en 2013 l’école de Kinésithérapie à Montpellier, pour un diplôme obtenu en mai 2018, bien qu'elle admette ne pas se voir travailler dans une clinique toute la journée, mais travailler également avec des sportifs en extérieur.
En 2017, elle remporte la Coupe du monde de Descente.
Lors des Championnats du monde de VTT 2018 à Lenzerheide en Suisse, elle finit 3e de la descente derrière les Britanniques Rachel Atherton et Tahnée Seagrave.
Lors de la saison 2021, après une médaille d'argent en 2020, Myriam Nicole est devenue championne du monde de descente pour la deuxième fois après 2019 à Val di Sole.
En février 2023, elle fait une chute à l'entraînement et subit une commotion cérébrale, elle souffre de maux de tête durant des mois et réalise une saison blanche en 2023.  
Le 8 septembre 2024 à Loudenvielle, elle remporte une manche de Coupe du monde pour la première fois en France.

## Palmarès en VTT

### Championnats du monde
- Fort William 2007
  -  Médaillée de bronze de la descente juniors
- Val di Sole 2008
  -  Médaillée d'argent de la descente juniors
- Mont Sainte-Anne 2010
  - 6e de la descente
- Val di Sole 2016
  -  Médaillée d'argent de la descente
- Cairns 2017
  -  Médaillée d'argent de la descente
- Lenzerheide 2018
  -  Médaillée de bronze de la descente
- Mont-Sainte-Anne 2019
  -  Championne du monde de descente
- Leogang 2020
  -  Médaillée d'argent de la descente
- Val di Sole 2021
  -  Championne du monde de descente
- Les Gets 2022
  -  Médaillée de bronze de la descente
- Pal Arinsal 2024
  -  Médaillée d'argent de la descente

### Coupe du monde
- Coupe du monde de descente (1)
  - 2009 : 4e du classement général
  - 2010 : 5e du classement général
  - 2011 : 4e du classement général, vainqueur d'une manche
  - 2012 : 3e du classement général
  - 2013 : 4e du classement général
  - 2014 : 6e du classement général
  - 2015 : 6e du classement général
  - 2016 : 11e du classement général[9]
  - 2017 : 1re du classement général, vainqueur de deux manches
  - 2018 : 4e du classement général, vainqueur d'une manche
  - 2019 : 16e du classement général
  - 2020 : 2e du classement général, vainqueur d'une manche
  - 2021 : 2e du classement général, vainqueur de deux manches
  - 2022 : 2e du classement général, vainqueur de deux manches
  - 2024 : 4e du classement général, vainqueur d'une manche

### Championnats d'Europe
- 2010
  -  Championne d'Europe de descente

### Championnats de France
- Championne de France de descente : 2011, 2014, 2016, 2017, 2020, 2021 et 2022